# Shena Fraser
Pour les articles homonymes, voir Fraser.
Shena Eleanor Fraser (née le 26 mai 1910 - 1993) est une compositrice écossaise. Elle a également composé sous son nom d'épouse Shena Neame et sous le pseudonyme de Sébastien Scott.

## Biographie
Elle est née à Stirling, en  Écosse. Elle a étudié le piano avec Henry Wilson, Maurice Fils et Herbert Howells au Royal College of Music de Londres.

## Œuvres
- Carillon, cycle de chansons
- Full Fathom Five, cycle de chansons
- Two Unison Songs, cycle de chansons
- A lake and a fairy boat (Texte : Thomas Hood)
- Before the paling of the stars (in Carillon) (Texte : Christina Georgina Rossetti)
- It is the evening hour (Texte : John Clare)
- Margaret has a milking-pail (in Two Unison Songs) (Texte : Christina Georgina Rossetti)
- My Boy John (in Full Fathom Five) (Texte : Sydney Thompson Dobell)
- On a winter's night long time ago (in Carillon) (Texte : Hilaire Belloc)
- Red poppies (Texte : William Sharp)
- Requiem (Texte : Robert Louis Stevenson) ITA GER
- Sing me a song (Texte : Christina Georgina Rossetti)
- The ferryman (Texte : Christina Georgina Rossetti)
- To sea (in Full Fathom Five) (Texte: Thomas Lovell Beddoes)
- Ferry me across the water sous le nom de Sebastian Scott (Texte : Christina Georgina Rossetti) [3]